# Gerrhosaurus
Genre
Synonymes
- Angolosaurus Fitzsimons, 1953

Gerrhosaurus est un genre de sauriens de la famille des Gerrhosauridae.

## Répartition
Les sept espèces de ce genre se rencontrent en Afrique subsaharienne.

## Description
Les espèces de ce genre sont ovipares.

## Liste des espèces
Selon The Reptile Database (11 septembre 2014) :
- Gerrhosaurus auritus Boettger, 1887
- Gerrhosaurus bulsi Laurent, 1954
- Gerrhosaurus flavigularis Wiegmann, 1828
- Gerrhosaurus multilineatus Bocage, 1866
- Gerrhosaurus nigrolineatus Hallowell, 1857
- Gerrhosaurus skoogi Andersson, 1916
- Gerrhosaurus typicus (Smith, 1837)

## Publication originale
- Wiegmann, 1828 : Beiträge zur Amphibienkunde. Isis von Oken, vol. 21, no 4, p. 364-383 (texte intégral).